# Josef Probst

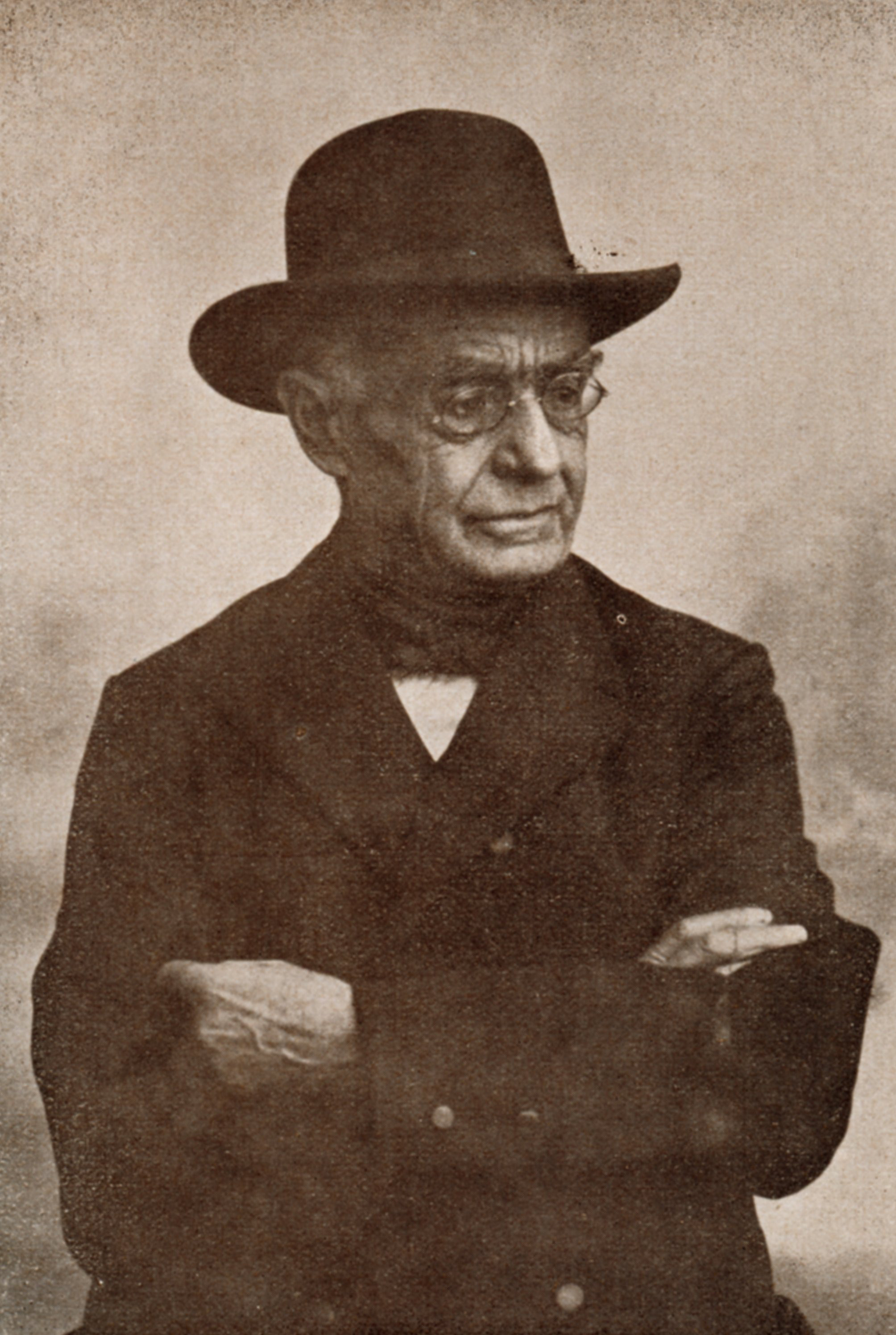
Josef Probst

Josef Probst (* 23. Februar 1823 in Ehingen (Donau); † 9. März 1905 in Biberach an der Riß) war ein deutscher Pfarrer der römisch-katholischen Kirche sowie Geologe und Paläontologe. Er gilt als Pionier der Erforschung der Geologie und Paläontologie von Oberschwaben. 

## Leben
Josef Probst war der Sohn des Gastwirts Christoph Probst (Bärenwirt in Ehingen und Stadtrat) und studierte nach dem Abitur am Konviktsgymnasium in Ehingen an der Universität Tübingen Theologie, um Pfarrer zu werden. In Tübingen lehrte zu dieser Zeit der bekannte Geologe Friedrich August Quenstedt, bei dem Probst aber nicht hörte, da er sich ganz auf die Theologie konzentrierte. Er war Mitglied der Studentenverbindung Elvacia Tübingen.  1845 wurde er in Rottenburg am Neckar zum Priester geweiht und hatte seine erste Anstellung als Vikar in Schramberg und ab 1846 als Vikar und Pfarrverweser in Schemmerberg. Dort wandte er sich auch nebenberuflich der Geologie und Paläontologie von Oberschwaben zu. 1858 wurde er Pfarrer in Mettenberg (Biberach). Ab 1868 war er bis zu seiner Pensionierung Pfarrer in Unteressendorf bei Biberach. 1859 wurde er zusätzlich Schulinspektor für den Bezirk Biberach und er war 1872 bis 1882 Kämmerer des Kapitels Waldsee. Ab 1898 war er „von seiner Stelle abwesend“, da er nach Biberach zog (er wurde erst 1900 offiziell pensioniert). Er stiftete dem Ort seine umfangreiche Fossiliensammlung und Kunstsammlung, sowie seine Bibliothek, was die Basis des 1902 gegründeten Stadtmuseums Braith-Mali-Museum wurde.
Sein Bruder Ferdinand Probst war Theologieprofessor in Breslau.

## Werk
Er wies als Erster in Oberschwaben Meeresablagerungen nach (tertiäre Molasse). Er grub besonders im Sandsteinbruch von Baltringen (Baltringer Muschelsandstein, Alter 18 Millionen Jahre im Miozän), wo er Haizähne (von denen er über 60.000 in seiner Sammlung hatte) und Reste von Seekühen und Zahnwalen (Delphine und Verwandte der Pottwale) fand, und bei Heggbach, diesmal in der oberen Süßwasser-Molasse (Alter 16 Millionen Jahre im Miozän), mit Säugerfunden wie Nashörnern, Urpferden, Elefanten, Gabelhirschen und Bärenhunden. Ab 1858 veröffentlichte er über seine Funde in den Jahresheften des  Vereins für vaterländische Naturkunde in Württemberg. Er veröffentlichte auch über Paläoklimatologie, Geophysik und Vergletscherung in Oberschwaben sowie über Kunstgeschichte.
Von ihm stammt die Einteilung der tertiären Molasse in Oberschwaben in drei Teile, die untere und obere Süßwassermolasse mit dazwischen liegender mariner Fazies. Er ordnete diese Schichten auch korrekt in das Miozän ein. Er stand mit dem Wirbeltierpaläontologen Hermann von Meyer und mit Oswald Heer in Zürich (besonders bezüglich der Paläobotanik) in freundschaftlicher Verbindung. Weitere Kontakte hatte er später unter anderem zu Fridolin Sandberger in Würzburg (der aufbauend auf den Erkenntnissen von Probst das Tertiär des Mainzer Beckens behandelte), zum Botaniker Hermann Christ in Basel, dem Paläontologen Otto Jaekel in Berlin, Ernst Wittich in Darmstadt (dem Erforscher der Grube Messel) und dem jungen Othenio Abel in Wien. Unter den schwäbischen Geologen hatte er mit Quenstedt, Oscar Fraas und dessen Sohn Eberhard Fraas (mit beiden war er befreundet), Konrad Miller in Stuttgart, Theodor Engel und dem Landesgeologen Heinrich Bach Verbindung. Brieflichen Kontakt hatte er zu Thomas Würtenberger.
Besonderes Augenmerk richtete er auf die Frage, wieso auf den Molasseablagerungen des Miozän mit subtropischem warmem Klima die Gletscherablagerungen der Eiszeit folgten und was diesen Klimawandel bewirkt haben könnte, wozu er jahrelang intensives Literaturstudium betrieb. Er ging dabei interdisziplinär vor und legte auf quantitative Analyse Wert. Er kam dabei auch zur Auffassung, dass Hebungen und Senkungen der Erdkruste miteinander verbunden waren und auf der Plastizität des Magmas im Erdinnern beruhten. Er sah sich da in Einklang mit zeitgenössischen Geologen wie Wilhelm von Branca, Oscar Fraas, Eduard Suess (zum Beispiel bei der damals gängigen tektonischen Theorie der Entstehung des Rieskraters).
In der Botanik widmete er sich wildwachsenden Rosen in Oberschwaben, wobei er mit Hermann Christ in Basel zusammenarbeitete.

## Ehrungen und Mitgliedschaften
Josef Probst war ab 1857 Mitglied des Vereins für vaterländische Naturkunde in Württemberg und er war Mitglied im oberschwäbischen Molasse-Club, der im Vaterländischen Naturkundeverein aufging.
1876 wurde er zum Mitglied der Leopoldina gewählt. 1877 wurde er Ehrendoktor der Universität Tübingen, 1893 Ehrenmitglied des Vereins für Geschichte des Bodensees und seiner Umgebung und 1899 Ehrenbürger von Biberach.

## Schriften
In den Jahresheften des Vereins für vaterländische Naturkunde in Württemberg:
- Ueber das Gebiss des Notidanus primigenius Ag., 14, Stuttgart 1858, S. 124–127 Archive
- Ueber die Streifung der fossilen Squalidenzähne, 15, Stuttgart 1859, S. 100–102 Archive, Tafel I, Fig. 3 Archive
- Geognostische Skizze der Umgebung von Biberach, 1866, 22, S. 45–60  Archive
- Tertiäre Pflanzen nebst Nachweis der Lagerungsverhältnisse, 1868
- Fossile Meeres- und Brackwasserkonchylien nebst Vergleichung der Schichtenfolge, 1871
- Das Hochgelände, 1873
- Beitrag zur Topographie der Gletscher-Landschaft im württembergischen Oberschwaben, 30, Stuttgart 1874, S. 40–85 Archive
- Beiträge zur Kenntnis der fossilen Fische (Labroiden, Scarinen, Sparoiden) aus der Molasse von Baltringen, 30, Stuttgart 1874, S. 275–198, Taf. III Archive
- Erörterung über den Zusammenhang der climatischen Zustände der letzten drei Erdperioden (Tertiär, Quartär und Gegenwart), 31, Stuttgart 1875, S. 85–149 Archive
- Verzeichnis der Flora und Fauna der oberschwäbischen Molasse, 1879
- Zur Kenntnis der in Oberschwaben wild wachsenden Rosen, 43, Stuttgart 1887, S. 142–175 Archive
- Ueber einige Gegenstände aus dem Gebiet der Geophysik, 45, Stuttgart 1889, S. 65–119 Archive
- Ueber die Versteinerungen der Meeresmolasse in Oberschwaben, 51, Stuttgart 1895, S. 370–374 Archive
- Bemerkungen zu Eugen Dubois: Die Klimate der geologischen Vergangenheit, 55, Stuttgart 1899, S. 366–386 Archive
- Die historische Entwickelung der geognostischen Erforschung von Oberschwaben (Vortrag beim oberschwäbischen Zweigverein für vaterländische Naturkunde am 18. Mai 1904 in Biberach), 61, Stuttgart 1905, S. LXV–LXVIII Archive

Er veröffentlichte auch 1875–1899 in der Zeitschrift Natur und Offenbarung.
Weitere Schriften:
- Klima und Gestaltung der Erdoberfläche in ihren Wechselwirkungen dargestellt. Schweizerbart, Stuttgart 1887